# Anthem (Toyah)
Anthem è un album in studio del gruppo musicale inglese Toyah, pubblicato nel 1981.

## Tracce
Side 1
1. I Want to Be Free
2. Obsolete
3. Pop Star
4. Elocution Lesson
5. Jungles of Jupiter
6. I Am

Side 2
1. It's a Mystery
2. Masai Boy
3. Marionette
4. Demolition Men
5. We Are

## Formazione
- Toyah Willcox - voce
- Joel Bogen - chitarra
- Nigel Glockler - batteria
- Phil Spalding - basso
- Adrian Lee - tastiera